# Anrosey
Anrosey è un comune francese di 125 abitanti (al 1º gennaio 2022) situato nel dipartimento dell'Alta Marna nella regione del Grand Est.

## Società

### Evoluzione demografica
Abitanti censiti